# Comité olympique slovène
Le Comité olympique slovène est le représentant de la Slovénie au Comité international olympique (CIO) ainsi que le fédérateur des fédérations sportives slovène. Il appartient aux Comités olympiques européens et est localisé à Ljubljana.
Le comité est fondé le 15 octobre 1991 et reconnu par le Comité international olympique en 1992.

## Identité visuelle
Le comité adopte un nouveau logo le 24 juillet 2015.

Logo de l'OKS de [Quand ?] à 2015.
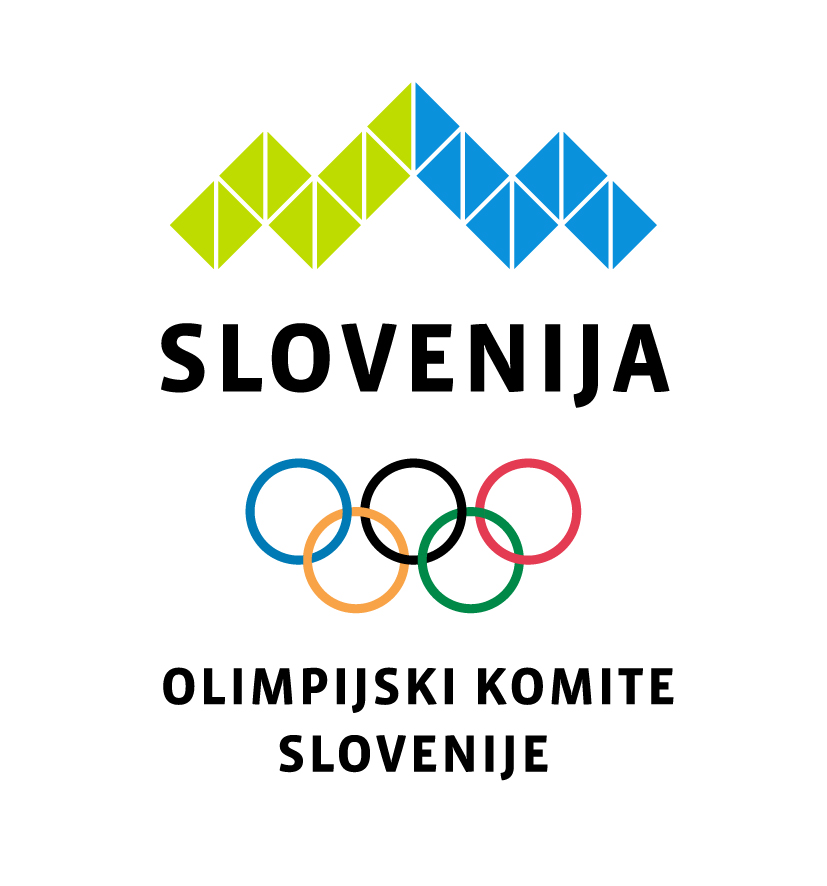
Logo de l'OKS depuis le 24 juillet 2015.

## Présidents successifs
- 1991 - 2014: Janez Kocijančič
- Depuis 2014: Bogdan Gabrovec